# Thomas Sommer Arnoldsen
Thomas Sommer Arnoldsen (Skanderborg, 2002. január 11. –) olimpiai és világbajnok dán kézilabdázó.

## Pályafutása

### Klubcsapatokban
Szülővárosának csapatában, a Skanderborg Håndboldnál kezdett kézilabdázni. Profi szerződést 2020-ban kapott, attól kezdve játszott rendszeresen a dán élvonalban. 2022-ben a csapat házi gólkirálya lett, 144 gólt szerzett a bajnokságban. Ebben az évben megválasztották a liga legtehetségesebb fiatal játékosának. Egy évvel később 154 gólig jutott a szezonban, emellett az Európa-ligában is meghatározó tagja volt a csapatnak. 2023-ban az Aalborg Håndbold csapatához igazolt. Ebben az időszakban a dán junior válogatottban is vezéregyéniség volt, illetve a felnőttválogatottban is bemutatkozott. Új csapata a 2023–2024-es szezon elején közleményben jelezte, hogy fizikai és mentális túlterhelés jeleit látva Arnoldsen felmentést kap az edzések és a mérkőzések alól. A bajnoksában végül 22 mérkőzésen lépett pályára, ezeken összesen 105 gólt szerzett és az év végén megnyerte első bajnoki címét a csapattal.

### A válogatottban
A dán junior válogatottban a 2022-es junior Európa-bajnokságon 54 góllal a második helyen végzett a góllövőlistán és az All-Star csapatba is bekerült.
A felnőttválogatottban 2023 márciusában lépett először pályára. Ezután bekerült az olimpiai keretbe és első felnőtt világversenyén a 2024-es párizsi olimpián aranyérmes lett. 2025-ben világbajnok lett.

## Sikerei, díjai
- Olimpiai bajnok: 2024
- Világbajnok: 2025
- Dán bajnok: 2024

- Junior Európa-bajnokság All-Star csapatának tagja: 2022
- Dán bajnokság legtehetségesebb fiatal játékosa: 2022
- Dán bajnokság All-Star csapatának tagja: 2023[6]